# Figu - Album di persone notevoli
Figu - Album di persone notevoli è stato un programma televisivo italiano di genere storico-biografico ideato da Alessandro Robecchi e Peter Freeman, trasmesso su Rai 3 a partire dal 12 ottobre 2009 alle ore 9.15 e finito nel 2014.
Attualmente va in onda in replica sempre su Rai 3, nelle fascia orarie dalle 14:00 alle 14:20 e dalle 19:35 alle 20:00 riservate alla trasmissione delle due edizioni del TGR, sovrapponendosi ad esse. Tale trasmissione è visibile sulla versione HD di Rai 3 disponibile al canale 103 del digitale terrestre, la quale è senza la programmazione regionale, e su Rai 3 nazionale al canale 3, e sui canali da 801 a 823 del digitale terrestre nel caso in cui i TG regionali vanno in onda in forma ridotta o finiscono prima del previsto in attesa del riaggancio alla programmazione nazionale.

## Il programma
Il programma è una striscia quotidiana di 5 minuti volta a descrivere, con un montaggio scanzonato e ironico curato da Stefano Nisti, varie persone della storia ritenute meritevoli di essere ricordate.